# Chrysophana
Chrysophana es un género de escarabajos de la familia Buprestidae.

## Especies
- Chrysophana conicola Van Dyke, 1937
- Chrysophana holzschuhi Bily, 1984
- Chrysophana placida (LeConte, 1854)